# 辛格塔姆
辛格塔姆（Singtam），是印度锡金邦East县的一个城镇。总人口5431（2001年）。

## 人口
该地2001年总人口5431人，其中男性3049人，女性2382人；0—6岁人口648人，其中男332人，女316人；识字率71.20%，其中男性为75.34%，女性为65.91%。